# Hypseleotris regalis
Hypseleotris regalis é uma espécie de peixe da família Eleotridae.
É endémica da Austrália.